# دش‌کم

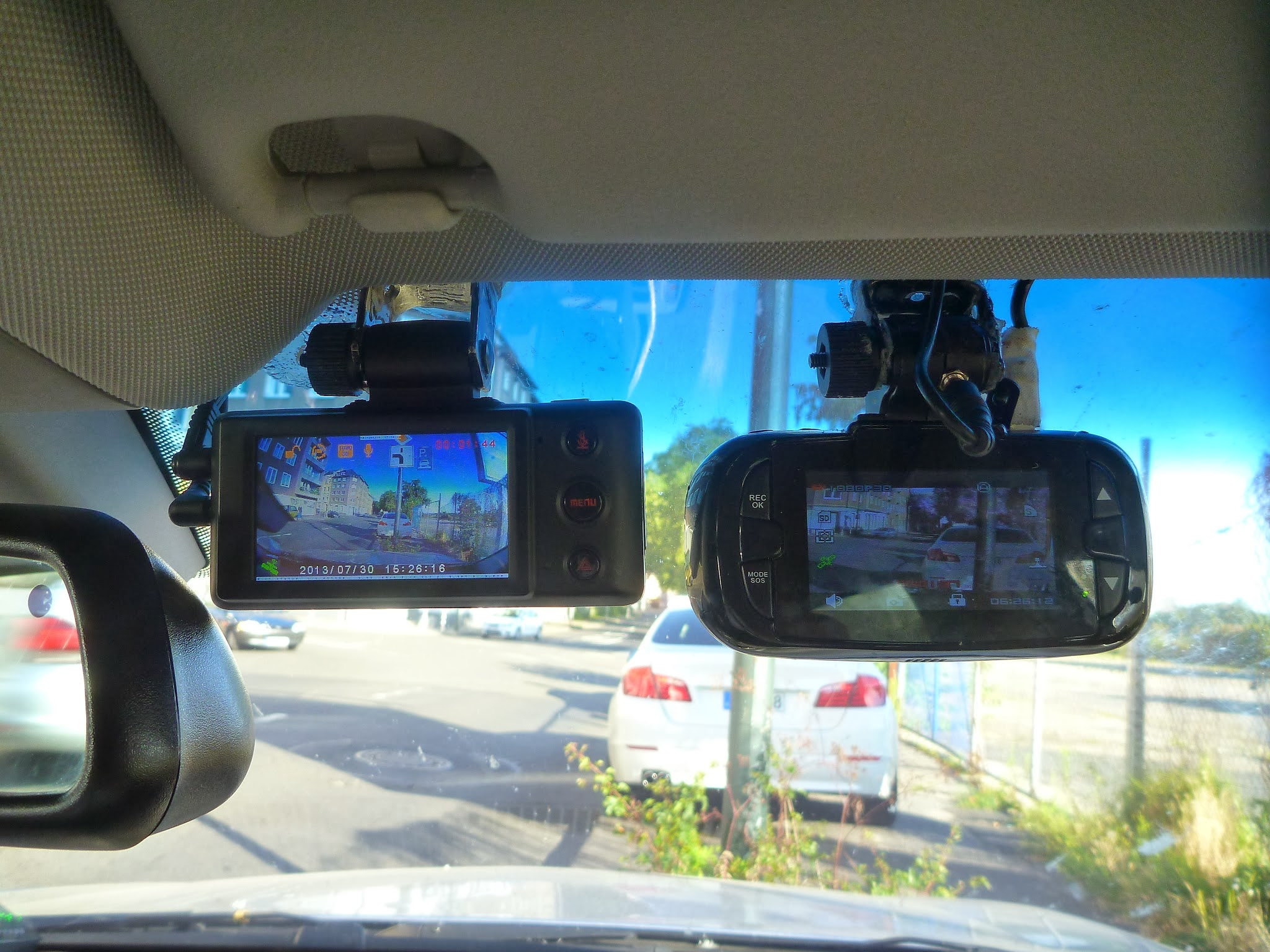
دو دش کم بر روی شیشه جلو اتومبیل

دش‌کم (به انگلیسی: Dashcam) نوعی دوربین جانبی مخصوص نصب در داخل و شیشه جلو یا بخش مقابل راننده اتومبیل می‌باشد و به‌وسیلهٔ لاستیک مکش یا نوار چسب نصب می‌گردد. همچنین می‌توان آن را بالای داشبود قرار داد یا با گیره مخصوص به آینه مخصوص دیدن عقب متصل نمود. وقتی اتومبیل در حال حرکت است این دوربین به‌طور پیوسته از راه جلوی اتومبیل تصویر برداری می‌کند. در صورت تصادف یا هر حادثه، دش‌کم از شواهد تصویر برداری می‌کند. انواع مختلفی از دش کم در بازار موجود می‌باشد اعم از دوربین‌های ویدئویی اولیه یا انواعی که دارای پارامترهای مانند تاریخ / زمان هستند یا نمایانگر سرعت، مکان یا نیروی جی.

## موارد استفاده عموم
در روسیه از دش‌کم به‌طور گسترده در مواردی مانند نظارت، ارائه شواهد بیشتر در دادگاه یا به‌عنوان محافظت از فساد پلیس و تقلب در بیمه استفاده می‌شود. این دوربین‌ها بنام «همه جا حاضر» و «وسواس آنلاین» (برخط) مشهور شده و در همه جا مورد استفاده وسیع عموم قرار گرفته و ویدئوهای آن بقدری شایع است که در مورد سقوط شهاب سنگ در چلیابینسک-روسیه در سال ۲۰۱۳، یک دوجین فیلم از زوایای گوناگون آن را ثبت کرده‌اند. بارگذاری هزاران فیلم مربوط به حوادث گوناگون مانند: اتومبیل، هواپیما، ارتباط صمیمانه افراد و سعی در تقلب و کلاهبرداری از بیمه بر روی سایت‌های اشتراک گذاری ویدئو مانند یوتیوب باعث ایجاد سبک جدیدی از اصطلاحات مخوف در واژگان روسی شده مانند این اصطلاحات: حماقت و شجاعت، معقد از بتن مسلح، افتخار برای یک راننده ویژه ماهر با اعصاب پولادین، واکنش کافی به وضعیت اضطراری.
دش‌کم در بسیاری از کشورهای آسیا، اروپا (به خصوص در فرانسه)، استرالیا و ایالات متحده محبوبیت دارد. استفاده از دش کم در اتریش و سوئیس منع قانونی دارد و جرائم سنگینی برای استفاده از آن در نظر گرفته شده. در آلمان، استفاده از دوربین‌های کوچک در وسایل نقلیه شخصی مجاز اما ارسال فیلم از آن‌ها در سایت‌های اجتماعی رسانه‌ای نقض حریم خصوصی و در نتیجه ممنوع هست و همچنین فیلم گرفته شده به‌وسیلهٔ دش کم در دادگاه‌های آلمان به‌عنوان مدرک پذیرفته نمی‌شود. در استرالیا و لهستان، ضبط فیلم در جاده‌های عمومی مجاز می‌باشد تا هنگامی‌که حریم خصوصی دیگران را نقض نکند و ممکن است در یک دادگاه رسمی نامناسب تلقی شود. -